# Festival de musique du Schleswig-Holstein
Le Festival de musique du Schleswig-Holstein (Schleswig-Holstein Musik Festival) (SHMF) est un festival allemand de musique classique. Depuis 1986, il se déroule annuellement pendant les mois d'été dans de nombreux lieux différents du Schleswig-Holstein ainsi que dans les régions voisines de Basse-Saxe, à Hambourg et dans le sud du Danemark. Outre les grandes salles de concert, le festival se déroule également dans des lieux inhabituels tels que des manoirs, des granges, des églises, des parcs de châteaux, des ferry-boats et des chantiers navals. L'idée fondatrice du SHMF était d'organiser des concerts classiques dans l'ensemble du Land et en particulier dans les régions rurales. Les fêtes de la musique à la campagne constituent le cœur du festival et proposent dans différents domaines historiques du Schleswig-Holstein un programme combiné de concerts, de médiation musicale pour les enfants et d'offres culinaires.
De 1996 à 2013, le concept artistique du SHMF était marqué par des priorités nationales changeant chaque année. Depuis la saison 2014, le SHMF consacre une rétrospective à des compositeurs différents et a invité chaque année un artiste exceptionnel en tant qu'« artiste-portrait » à passer l'été du festival dans le Schleswig-Holstein avec sa propre série de concerts et des ateliers. Depuis 2023, c'est une métropole musicale qui est au centre du programme au lieu d'un compositeur. Le festival de jazz JazzBaltica est également soutenu par la fondation Schleswig-Holstein Musik Festival depuis 2002.

## Histoire
Le festival est organisé par la fondation Schleswig-Holstein Musik Festival, créée en 1995, dont le siège se trouvait jusqu'en 2019 au château de Rantzau, dans la vieille ville de Lübeck. Fin 2019, la fondation déménage sur le site du Kulturwerft Gollan.
En 1985, Justus Frantz, Helmut Schmidt et Uwe Barschel développent ensemble l'idée d'un festival transfrontalier dans le Schleswig-Holstein afin d'apporter plus de vie culturelle dans ce Land rural. En peu de temps, l'idée est soutenue par des personnalités comme Leonard Bernstein. Ce dernier a largement contribué à ce que des musiciens de renom comme Yehudi Menuhin, Anne-Sophie Mutter, Sviatoslav Richter ou Mstislaw Rostropowitsch se produisent dès la première édition du festival en 1986.
Dès sa création, la direction artistique est assurée pendant neuf ans par Justus Frantz. Franz Willnauer lui succède de 1996 à 1998. En collaboration avec Christoph Eschenbach en tant que directeur artistique, Rolf Beck a dirigé le festival de 1999 à 2002, puis il est le seul intendant de 2002 à 2013. Depuis le 1er octobre 2013, Christian Kuhnt dirige le SHMF. Le festival de jazz JazzBaltica a lieu pour la première fois en 1991 et fait partie du Schleswig-Holstein Musik Festival depuis 2002, il est donc également soutenu et organisé par la fondation.